# 다지리 겐
다지리 겐(일본어: 田尻 健, 1993년 6월 11일 ~ )는 일본의 축구 선수이다.

## 구단 경력
그는 2012년부터 J리그의 감바 오사카, 츠바이겐 가나자와, 가이나레 돗토리에서 뛰었다.